# Platygerrhus longigena
Platygerrhus longigena är en stekelart som beskrevs av Graham 1969. Platygerrhus longigena ingår i släktet Platygerrhus och familjen puppglanssteklar.
Artens utbredningsområde är:
- Tjeckien.
- Slovakien.
- Frankrike.
- Nederländerna.

Inga underarter finns listade i Catalogue of Life.